# Isabelle Mouthon-Michellys
Isabelle Mouthon-Michellys (* 14. Juni 1966 in Annecy als Isabelle Mouthon) ist eine ehemalige französische Triathletin, die an den Olympischen Spielen 2000 in Sydney teilnahm. Sie ist zweifache Langdistanz-Weltmeisterin (1994, 2000) sowie jeweils zweifache Europameisterin auf der olympischen Distanz (1991, 1995) und auf der Mitteldistanz (1990, 1994). Sie wird in der Bestenliste französischer Triathletinnen auf der Ironman-Distanz geführt.

## Werdegang
Isabelle Mouthon wuchs gemeinsam mit ihrer Zwillingsschwester Béatrice und vier weiteren Geschwistern in den französischen Alpen auf. Ein TV-Beitrag zum Triathlon Longue Distance de Nice, damals neben dem Ironman Hawaii der prestigeträchtigste Triathlon weltweit, motivierte sie selbst mit Triathlon zu beginnen. Zuvor waren ihre Zwillingsschwester und sie bereits im Schwimmsport und Laufsport aktiv.
Ihren ersten Triathlon absolvierten sie mit von ihrem Vater und ihrem Bruder geliehenen Rädern in Annecy. Während Béatrice in Paris studierte, schrieb sich Isabelle Mouthon an der Universität Lyon ein, so dass beide nur in den Ferien gemeinsam trainieren konnten. Das Magazin Triathlete zeichnete Isabelle Mouthon als beste Nachwuchstriathletin aus, der Preis war eine Reise zum Ironman Hawaii, wo sie in Kontakt mit Mark Allen, Paula Newby-Fraser, Scott Tinley und Dave Scott kam.

### Europameisterin Triathlon Mitteldistanz 1990
Nach Abschluss ihres Studiums 1990 beschlossen Isabelle und Béatrice Mouthon, sich ein Jahr Auszeit zu nehmen, um sich auf den Sport zu konzentrieren und zogen nach San Diego. Isabelle Mouthon gehörte mit ihren Erfolgen beim Ironman Hawaii, dem Triathlon International de Nice und auf der olympischen Distanz (1,5 km Schwimmen, 40 km Radfahren und 10 km Laufen) zu den Athleten, die gleichermaßen auf der Kurz- und Langdistanz erfolgreich war.

### Zweite beim Ironman Hawaii 1995
Auf Platz zwei der Weltrangliste liegend sowie als amtierende Europameisterin auf der olympischen Distanz und Zweite eim Ironman Hawaii 1995 wollte sie ihre Sportlerkarriere abschließen und nahm eine Tätigkeit bei der französischen Eisenbahngesellschaft SNCF auf. Bereits nach kurzer Zeit revidierte sie ihre Entscheidung aber wieder, um einen Startplatz bei den Olympischen Spielen in Sydney zu erreichen. Ihre Tätigkeit bei der SNCF reduzierte sie auf eine Teilzeitbeschäftigung.
Die notwendige Umstellung auf die jetzt taktisch völlig anders ausgerichteten Wettkämpfe auf der olympischen Distanz bewältigte sie erfolgreich. Seit 1995 gab es bei Weltcups und Weltmeisterschaften eine Drafting-Freigabe (Radfahren im Windschatten erlaubt).
So erreichte Isabelle Mouthon sowohl 1997 als auch 1998 den dritten Platz in der Weltrangliste.

### Olympische Sommerspiele 2000
Das Ziel „Olympische Spiele“ hielt sie aber nicht von weiteren Starts auf der Langdistanz ab:
So wurde sie 1997 Zweite bei der Weltmeisterschaft in Nizza und 2000 ließ sie sich dort als Weltmeisterin ehren.

Zwei Monate später war es soweit: Sowohl Isabelle Mouthon wie auch ihrer Schwester Béatrice waren neben Christine Hocq vom französischen Nationalen Olympischen Komitee (NOK) für die Premiere von Triathlon bei den Spielen nominiert worden.
Isabelle Mouthon gelang es von Beginn an, in der Spitzengruppe dabei zu sein, sie wechselte in einer fünfzehnköpfigen Gruppe auf die Laufstrecke und kam schließlich als drittbeste Europäerin auf Platz sieben ins Ziel. Im Jahr 2000 konnte sie sich auch zum bereits neunten Mal den Titel der Triathlon-Staatsmeisterin holen.
Während ihre Zwillingsschwester Béatrice Mouthon noch ein Jahr als Profi-Triathletin fortsetzte, nahm Isabelle wieder ihre Tätigkeit bei der SNCF in vollem Umfang auf, wo sie sich als Physiotherapeutin mit der Analyse von Arbeitsunfällen und Erkrankungen beschäftigt.

## Sportliche Erfolge
| Datum/Jahr    | Rang | Wettbewerb                                           | Austragungsort    | Zeit        | Bemerkung                                                                                          |
| ------------- | ---- | ---------------------------------------------------- | ----------------- | ----------- | -------------------------------------------------------------------------------------------------- |
| 16. Sep. 2000 | 7    | Olympische Sommerspiele 2000                         | Sydney            | 02:02:53,41 | |
| 2000          | 1    | FRA Triathlon National Championships                 | Lac de Vassivière |             | |
| 11. Sep. 1999 | 11   | ITU Triathlon Short Distance World Championships     | Montreal          | 01:57:34    | Weltmeisterschaft auf der olympischen Distanz (1,5 km Schwimmen, 40 km Radfahren und 10 km Laufen) |
| 1999          | 1    | FRA Triathlon National Championships                 | Lac de Vassivière |             | |
| 1998          | 1    | FRA Triathlon National Championships                 | Mülhausen         |             | |
| 1997          | 1    | FRA Triathlon National Championships                 | Larmor-Plage      |             | |
| 30. Juli 1995 | 1    | ETU Short Distance Triathlon European Championship   | Stockholm         | 01:59:32    | Europameisterin auf der Kurzdistanz                                                                |
| 4. Juni 1995  | 2    | ITU World Cup                                        | Gérardmer         | 02:28:03    | Olympische Distanz (1500 m Schwimmen, 40 km Radfahren und 10 km Laufen)                            |
| 2. Juli 1994  | 3    | ETU Short Distance Triathlon European Championship   | Eichstätt         |             | |
| 1994          | 2    | ITU World Cup                                        | Gérardmer         | 02:11:03    | Olympische Distanz (1,500 km Schwimmen, 40 km Radfahren und 10 km Laufen)                          |
| 1994          | 1    | ETU Middle Distance Triathlon European Championships | Novo mesto        |             | Europameisterin auf der Mitteldistanz                                                              |
| 1994          | 1    | FRA Triathlon National Championships                 | Mur-de-Barrez     |             | Sprintdistanz                                                                                      |
| 1994          | 3    | ETU Short Distance Triathlon European Championships  | Eichstätt         | 02:05:58    | |
| 1993          | 1    | FRA Triathlon National Championships                 | Mur-de-Barrez     |             | |
| 5. Juli 1992  | 5    | ETU Short Distance Triathlon European Championships  | Lommel            | 02:04:47    | |
| 1992          | 2    | ETU Middle Distance Triathlon European Championships | Joroinen          |             | Vizeeuropameisterin auf der Mitteldistanz                                                          |
| 1992          | 3    | ETU Europa Cup                                       | Gérardmer         |             | Triathlon Mitteldistanz (2500 m Schwimmen, 80 km Radfahren und 20 km Laufen)                       |
| 1992          | 1    | FRA Triathlon National Championships                 | Toulouse          |             | |
| 13. Okt. 1991 | 4    | ITU Triathlon World Championships                    | Queensland        | 02:03:35    | Triathlon-Weltmeisterschaft (Kurzdistanz)                                                          |
| 8. Sep. 1991  | 1    | ETU Short Distance Triathlon European Championships  | Genf              | 02:07:52    | Europameisterin auf der Kurzdistanz                                                                |
| 1991          | 1    | FRA Triathlon National Championships                 | Versailles        |             | |
| 26. Aug. 1990 | 3    | ETU Short Distance Triathlon European Championships  | Linz              | 02:07:35    | |
| 1990          | 1    | ETU Middle Distance Triathlon European Championships | Trier             | 04:29:04    | Europameisterin auf der Mitteldistanz (2,5 km Schwimmen, 80 km Radfahren und 20 km Laufen)         |
| 1990          | 1    | FRA Triathlon National Championships                 | Mâcon             |             | |
| 15. Sep. 1990 | 23   | ITU Triathlon World Championships                    | Orlando           | 02:12:54    | Triathlon-Weltmeisterschaft (Kurzdistanz)                                                          |

| Datum/Jahr    | Rang | Wettbewerb                                      | Austragungsort | Zeit     | Bemerkung                                                                                      |
| ------------- | ---- | ----------------------------------------------- | -------------- | -------- | ---------------------------------------------------------------------------------------------- |
| 2001          | 1    | Embrunman                                       | Embrun         | 11:54    | Sieg vor ihrer Schwester Béatrice – mit der zweitbesten, je von einer Frau hier erzielten Zeit |
| 18. Juni 2000 | 1    | ITU Long Distance Triathlon World Championships | Nizza          | 04:29:04 | Weltmeisterin auf der Langdistanz mit ihrem Sieg beim Triathlon International de Nice          |
| 18. Juni 1997 | 2    | Triathlon International de Nice                 | Nizza          | 06:21:23 | Vizeweltmeisterin                                                                              |
| 7. Okt. 1995  | 2    | Ironman Hawaii                                  | Hawaii         | 09:25:13 | Zweite bei der Ironman World Championship hinter der US-Amerikanerin Karen Smyers              |
| 26. Juni 1994 | 1    | ITU Long Distance Triathlon World Championships | Nizza          | 06:41:50 | Weltmeisterin auf der Langdistanz mit ihrem Sieg beim Triathlon International de Nice          |
| 13. Juni 1993 | 1    | Triathlon Longue Distance de Nice               | Nizza          | 06:55:11 |                                                                                                |
| 24. März 1992 | 4    | Ironman New Zealand                             | Auckland       | 10:06:22 | hinter Krista Whelan, Sarah Coope und JulieAnne White                                          |

| Datum/Jahr | Rang | Wettbewerb        | Austragungsort | Zeit | Bemerkung                                      |
| ---------- | ---- | ----------------- | -------------- | ---- | ---------------------------------------------- |
| 1995       | 2    | Powerman Zofingen | Zofingen       |      | Vizeweltmeisterin auf der Duathlon-Langdistanz |